# Lyceum Club (Barcelona)
Lyceum Club de Barcelona va ser un club de dones fundat al juliol del 1931. Es va inaugurar a Barcelona, en el número 39 de la Via Laietana. La creació del Lyceum Club responia a la necessitat de moltes dones, intel·lectuals, escriptores i artistes, de construir institucions i espais culturals, educatius i polítics on compartir, fer visible i discutir inquietuds i experiències específiques. Des d'espais com el Lyceum Club i tertúlies (alternatives a les masculines dels cafès), les dones van participar en els projectes de construcció de la modernitat política i artística.
Les dones fundadores van publicar a diferents mitjans el «Manifest a les dones», com a text fundacional d'aquesta entitat. El manifest estava signat per Aurora Bertrana, Maria Pi Ferrer, Enriqueta Sèculi, Anna Miret, Carme Cortès, Mercè Ros, Montserrat Graner, Isolina Viladot, Leonor Serrano, Maria Carratalà, Josefina Bayona i Amanda Llebot.
El Lyceum Club de Barcelona es va crear seguint el model d'altres que ja existien a diferents ciutats europees i americanes. Constance Smedley havia creat a Londres el primer Lyceum Club l'any 1904, com un espai de trobada i activitats per a dones involucrades en projectes literaris, artístics i intel·lectuals. De seguida altres dones van crear Lyceum Clubs a Berlín (1905), París (1906), Brussel·les (1913), Nova York (1914) i, posteriorment, a Roma, Estocolm, Milà, Florència, la Haia, Innsbruck, l'Havana i Madrid (1926).
Algunes de les dones que van participar en el projecte foren Carme Montoriol, que serà al capdavant del Lyceum Club igual que Aurora Bertrana, Maria Baldó, Llorença García, Anna Gavin, Elvira Augusta Lewi, Amanda Llebot, Anna Maria Martínez Sagi, Gertrudis Millàs, María Luz Morales, Maria Parellada, Carme Perarnau, Mercè Ros, Maria Sandiumenge, Lina Sitges, Severina Valls, Isolina Viladot i Concepció Viñas.
El Lyceum Club de Barcelona, al llarg dels seus pocs anys de vida, va organitzar moltes i diferents activitats que es desenvolupaven també a altres institucions o associacions culturals de la ciutat, com l'Ateneu Barcelonès o l'Ateneu Enciclopèdic Popular, l'Ateneum Polytechnicum, la Llibreria Catalònia, el Centre Artístic o el Foment de les Arts Decoratives. Es van programar cicles de conferències sobre educació, feminisme i vot femení, salut, legislació, etc., i cursos de literatura, gramàtica catalana, sociopolítica, divulgació musical i decoració, entre d'altres.
Les socies del Lyceum també van encetar l'any 1932 una línia de publicacions, Lyceumclub, amb el llibre de Maria Pi i Ferrer Una visió femenina del moment present. Es van fer lectures de teatre i poesia i, des del 1933, sessions de teatre amateur que es programaven, amb molt reconeixement crític, al Teatre Studium. L'any 1934 van començar a organitzar sessions de cinema al cine Femina i, des del gener del 1936, van inaugurar l'emissió d'un programa setmanal a Ràdio Barcelona, tots els divendres al migdia.
L'última de les activitats organitzada des del Lyceum Club de Barcelona de la qual trobem informació està directament vinculada a l'esclat de la Guerra Civil Espanyola. L'octubre del 1936 es posa en marxa la iniciativa «La Motxilla del Combatent», que és una crida a les dones a proveir de tot el necessari els homes que estan al front. El final de la guerra i la victòria feixista suposà el final del Lyceum Club i dels espais públics de dones progressistes.